# Jesu, der du meine Seele
Jesu, der du meine Seele (BWV 78) ist eine geistliche Kantate von Johann Sebastian Bach.

## Entstehung
Die Kantate wurde am 10. September 1724 erstmals für den 14. Sonntag nach Trinitatis aufgeführt und ist damit dem berühmten „Choralkantatenjahrgang“ 1724/25 zuzuordnen. Der Textdichter ist unbekannt. Das Libretto basiert auf dem gleichnamigen Kirchenlied von Johann Rist aus dem Jahre 1641. Dabei wurden die erste und die letzte Choralstrophe direkt übernommen. Die fünf Binnensätze der Kantate stellen Umdichtungen von Rists Texten dar, wobei einzelne Zeilen im Wortlaut zitiert werden, teilweise aber auch Elemente mehrerer Strophen in einzelne Sätze eingehen.

## Thematik
Der Kantatentext setzt die im Kirchenjahr für diesen Tag vorgesehene Evangelienlesung (die Heilung der Kranken) in allegorischer Weise in Bezug zur Passionsgeschichte Jesu, der durch sein Leiden die Menschen von ihrer Schuld heilt und erlöst und ihnen so neue Kraft gibt.

## Besetzung
- Gesangsolisten: Sopran, Alt, Tenor, Bass
- Chor:  Sopran, Alt, Tenor, Bass
- Orchester: Horn, Traversflöte, Oboe I/II, Violine I/II, Bratsche, Violone, Basso continuo

## Besonderheiten
Die Kantate bietet in ihren sieben Sätzen insgesamt einen ungewöhnlichen Reichtum an Formen und kontrastierenden Affekten. Die düstere, durch absteigende Chromatik gesteigerte Strenge des Eröffnungschors weicht im anschließenden Duett einer fröhlichen Sprunghaftigkeit.
Das Thema des Eröffnungssatzes wird in der Art einer Passacaglia insgesamt 27 mal variiert. Dabei vermitteln die Unterstimmen in beeindruckender Weise zwischen der komplexen polyphonen Variation und der einfachen Choralmelodie. Über die Kantate selbst hinaus bekannt ist das Duett für Sopran und Alt Wir eilen mit schwachen, doch emsigen Schritten (2. Satz), bei dem die Basslinie die „kleinen, doch emsigen Schritte“ durch ihre Bewegungen musikalisch verdeutlicht, während die Gesangsstimmen mit aufstrebenden Melodiebögen das „Hineilen“ zu Jesus darstellen.